# Mimia (bướm)
Mimia là một chi bướm ngày thuộc họ Bướm nâu.